# Менщина
«Менщина» — інтернет-видання Менської громади, метою якої є розвиток громади шляхом донесення до жителів суспільно-важливої інформації. Головним редактром видання є Сергій Лавський.
Інтернет-видання запрацювало 14 жовтня 2011 року під назвою «Медіа Мена». Його заснували Сергій Лавський та Віктор Захарченко. Через півроку, 14 квітня 2012 року, видання було перейменоване на «Менщина». До складу засновників увійшли Анатолій та Віктор Скиби і паралельно з інтернет-виданням запрацювала однойменна газета. 
У 2013 році видання було одним з організаторів круглого столу щодо розвитку місцевої журналістики на Чернігівщині та боротьби з цензурою
Через два роки, у квітні 2014-го, газета припинила виходити у світ. Інтернет-видання продовжило свою роботу.
Структурно інтерет-видання має такі розділи: новини, оголошення, довідник та афіша.
Дослідники видань Чернігівщини на початку 2020 року відмітили сайт Менщина як один із лідерів регіону в збалансованій подачі гендерно-чутливих матеріалів

## Контактні дані
Редакція інтернет-видання розташована за адресою місто Мена, вулиця Армійська, буд. 23.